# Nokia 6030

Nokia 6030 este produs de compania Nokia. Telefonul oferă radio FM, GPRS, Java ME, MMS și un ecran color cu suport până la 65.536 de culori.

## Caracteristici
- Ecran până la 65.536 de culori
- MMS
- GPRS și WAP
- Radio FM
- Agendă, calendar și memento-uri
- Compatibilitate Java ME
- Capace Xpress-on
- tonuri de apel MIDI și MP3[2]